# Sabine Krapf
Sabine Krapf (Heidenheim an der Brenz, 3 juni 1964) is een schermer uit Duitsland.
Op de Wereldkampioenschappen schermen 1988 behaalde Krapf met het degenteam een gouden medaille met het West-Duitse team.
In 1989 ontving ze de Silbernes Lorbeerblatt, een gerenommeerde Duitse sportprijs.
- Gemeinsame Normdatei: 1112683119
- Virtual International Authority File: 738147312813137970003
- WorldCat: E39PBJjdjR4WQYPmbDjmFpCmh3